# Throana amyntoralis
Throana amyntoralis là một loài bướm đêm trong họ Noctuidae.